# Villa romana de Pared de los Moros
La Pared de los Moros es un yacimiento arqueológico situado en el término municipal de Niharra, perteneciente administrativamente a la Provincia de Ávila, parte de la comunidad autónoma de Castilla y León. El yacimiento fue declarado Bien de interés cultural con la categoría de zona arqueológica el 24 de mayo de 1996.

## Ubicación
Se halla a algo más de un kilómetro al oeste del casco urbano de Niharra, a orillas del río Adaja, en unos terrenos rústicos protegidos de propiedad municipal.

## Historia de la Investigación
Restos constructivos visibles en superficie localizados en 1965 y excavados parcialmente en 1970; el yacimiento fue objeto de intervención de urgencia en 1984 por la destrucción progresiva debida a la extracción de graba.

## Arquitectura y evolución urbanística del asentamiento

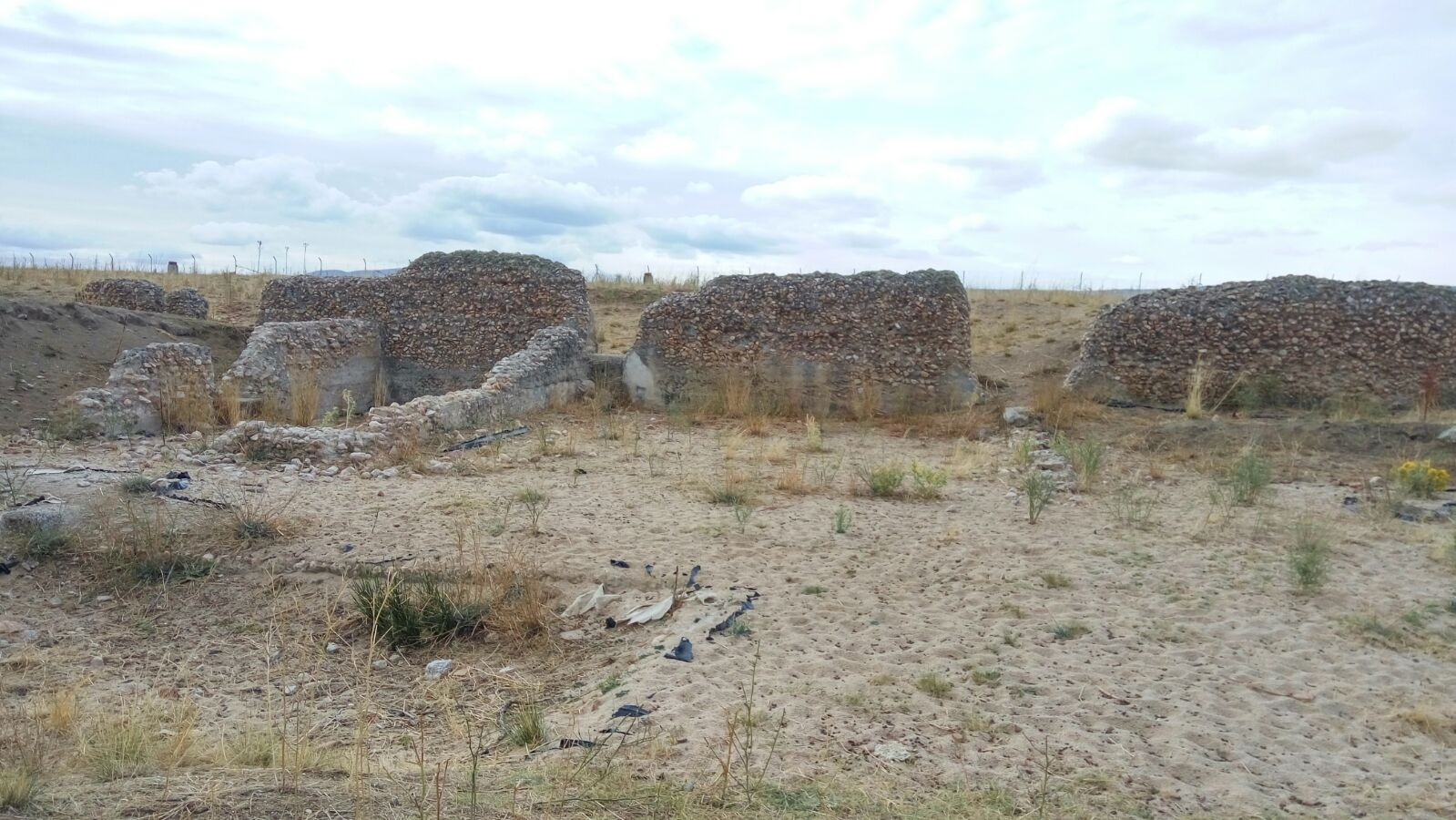
Vista general de los muros de opus caementicium de la villa

Los restos visibles que dan nombre al yacimiento corresponden a época romana. Se trata de muros de opus caementicium, conservados en ciertos puntos hasta cerca de dos metros de altura, configuran habitaciones rectangulares en un caso pavimentadas con opus signinum. El conjunto de habitaciones hace pensar en un asentamiento de carácter rural, cuya cronología, teniendo en cuenta los materiales recuperados en las excavaciones de 1984, parece corresponder al Bajo Imperio Romano.
Interesantes, así mismo, son las evidencias de una ocupación del lugar durante la Edad de Bronce; en concreto se han detectado en las intervenciones arqueológicas varios «silos» rellenos de materiales de desecho, pertenecientes al Bronce Medio 1500-1200 a. C.

## Cultura material
Restos, TSH, TSHT, cerámica común, moneda bajoimperial. En la misma zona se documentan una necrópolis con TSHT, objetos de vidrio, huesos. Cronología siglos III-IV.

## Arqueología funeraria

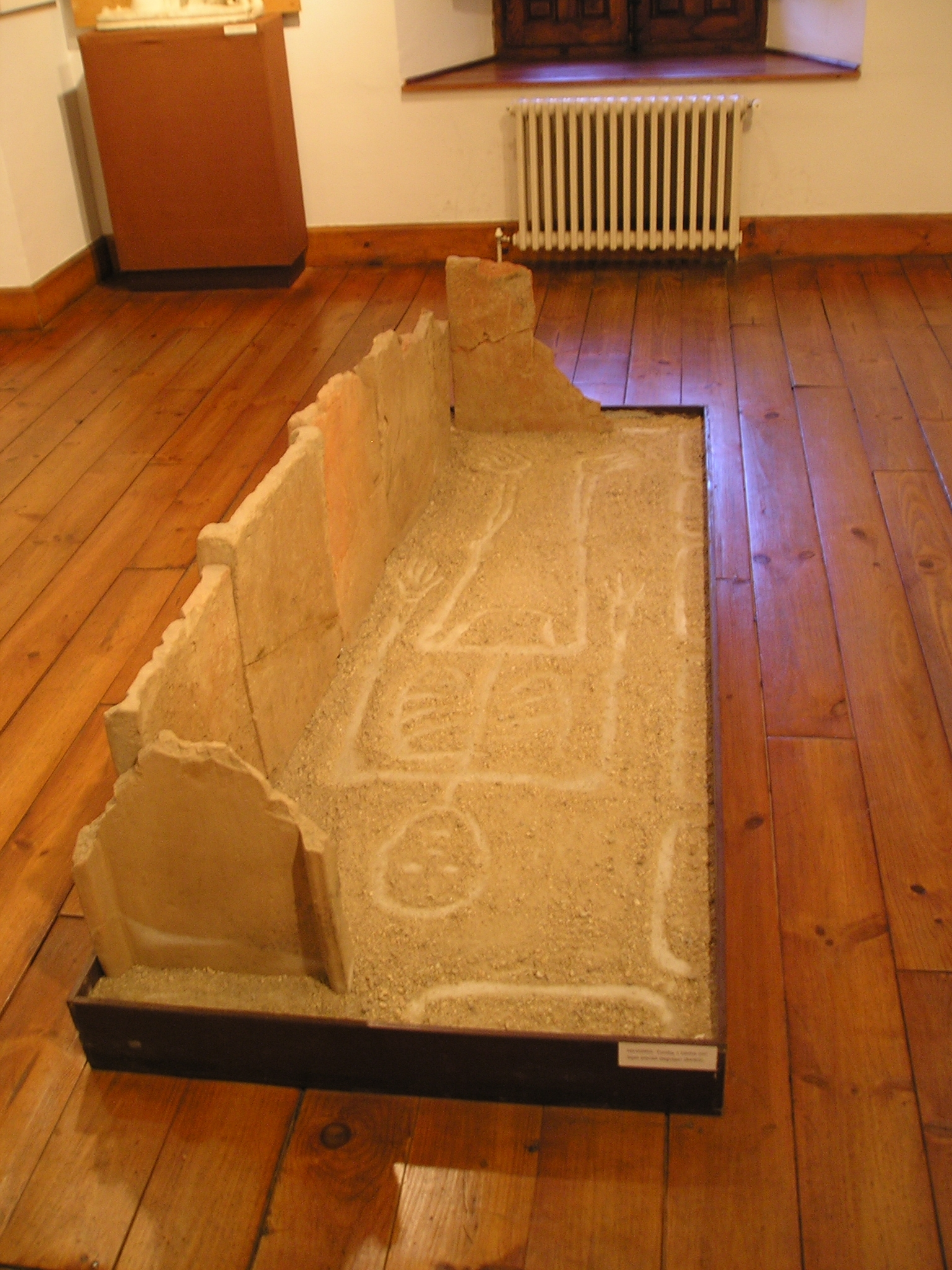
Tumba bajo imperial con tegulas encontrada en las excavaciones de 1984, expuesta en el Museo de Ávila